# Emika
Emika, vlastním jménem Ema Jolly, (* 8. ledna 1986) je hudebnice hrající elektronickou hudbu. Její matka pocházela z Československa. Ona sama se narodila v Anglii, studovala na Bath Spa University a dlouhodobě žije v Berlíně. Své první album Emika vydala v říjnu 2011 v nezávislém vydavatelství Ninja Tune. Na své druhé desce Dva spolupracovala s českými hudebníky, mj. s Filharmoniky města Prahy. I toto album vydala společnost Ninja Tune, pozdější nahrávky si již Emika vydávala sama. V roce 2015 vydala sólové klavírní album s názvem Klavírní, na které o pět let později navázala deskou Klavírní temná.